# (20850) Gaglani
(20850) Gaglani est un astéroïde de la ceinture principale d'astéroïdes.

## Description
(20850) Gaglani est un astéroïde de la ceinture principale d'astéroïdes. Il fut découvert le 1er novembre 2000 à Socorro (Nouveau-Mexique) par le projet LINEAR. Il présente une orbite caractérisée par un demi-grand axe de 2,39 UA, une excentricité de 0,19 et une inclinaison de 2,8° par rapport à l'écliptique.

## Compléments